# TT Superbikes: Real Road Racing
TT Superbikes: Real Road Racing (ou TT Superbikes, et Suzuki TT Superbikes aux États-Unis) est un jeu de course de moto développé par Jester Interactive et édité en 2005 sur PlayStation 2 par Jester Interactive Publishing en Europe, Valcon Games en Amérique du Nord et Taito au Japon,. En Amérique du Nord, le jeu est publié sous licence Suzuki, un constructeur de moto.
Le jeu comprend plus de cinquante motos sous licence et est entièrement basé sur la course Tourist Trophy, une compétition annuelle de 60,72 km organisée sur l'île de Man.
TT Superbikes reçoit un accueil mitigé de la part de la presse spécialisée lors de sa sortie,,,,. Le jeu est disponible sur PlayStation 3 via le PlayStation Store nord-américain. Deux suites ont été créées.

## Accueil
TT Superbikes reçoit un accueil mitigé de la part de la presse spécialisée lors de sa sortie,,,,.

## Postérité
Deux suites ont été créées. TT Superbikes: Real Road Racing Championship est la première suite publiée le 7 mars 2008 en Europe sur PlayStation 2. Une version nord-américaine, toujours avec le préfixe « Suzuki » sort le 5 mars 2009 (soit Suzuki TT Superbikes: Real Road Racing Championship). Le jeu sort également sur le PlayStation Store, le 4 septembre 2012, en exclusivité en Amérique du Nord et seulement jouable sur PlayStation 3.
Le troisième et dernier jeu de la série, baptisé TT Superbikes Legends, est édité sur PlayStation 2 le 28 novembre 2008 uniquement en Europe.